# دودون (شهرستان نوکت)
دودون (به قرقیزی: Додон، دودون) یک روستا در قرقیزستان است که در شهرستان نوکت واقع شده‌است. دودون ۱٬۳۸۹ نفر جمعیت دارد و ۱٬۱۳۰ متر بالاتر از سطح دریا واقع شده‌است.